# 그린 함수
수학에서 그린 함수(Green's function)는 미분방정식을 풀기 위해 사용하는 함수로, 물리학, 공학의 전반에 걸쳐 응용되고 있으며, 특히 물리의 양자장 이론에서 자주 쓰인다.
이 함수는 1830년에 이 방법을 개발한 영국의 수학자 조지 그린의 이름을 따 명명되었다.

## 정의와 응용
선형 미분 연산자 {\displaystyle L=L(x)} 와 함수 {\displaystyle f(x)}가 정의되어 있으며,
{\displaystyle Lu(x)=f(x)\qquad \qquad ---{\mbox{ (1)}}}
위 식 (1)을 만족하는 {\displaystyle u(x)}를 찾으라는 문제를 풀 때 그린함수 해법을 사용할 수 있다.
상단의 문제에서, {\displaystyle f(x)=0}이면 제차 상미분 방정식이므로 해를 구하기 비교적 간단하지만 {\displaystyle f(x)\neq 0}이면 비제차 상미분 방정식이므로 풀기가 어려워진다. 이럴 때 그린 함수를 이용하면 비교적 간단히 해를 구할 수 있다.
{\displaystyle LG(x,s)=\delta (x-s)\qquad \qquad ---{\mbox{ (2)}}} (단, 식 (2)에서 {\displaystyle \delta }는 디랙 델타 함수)
식 (2)와 같은 성질을 가진 그린함수 {\displaystyle G(x,s)}를 가정하자.
식 (2)의 양변에 {\displaystyle f}를 곱하고 적분하면,
{\displaystyle \int LG(x,s)f(s)ds=\int \delta (x-s)f(s)ds\ =f(x)=Lu(x)\qquad ---{\mbox{ (3)}}}
{\displaystyle L}은 {\displaystyle x}에만 작용하는 선형연산자이므로 적분밖으로 정리하면
{\displaystyle L\int G(x,s)f(s)ds=Lu(x)\qquad ---{\mbox{ (4)}}}
따라서
{\displaystyle u(x)=\int G(x,s)f(s)ds}
로 미분방정식의 해를 구할 수 있다.
이렇게 해 u(x)를 구하는 방법을 미분방정식의 그린함수해법이라 한다.

## 같이 보기
- 그린 항등식
- 미분방정식
- 상미분방정식
- 편미분방정식

## 참고 문헌
- Eyges, Leonard, The Classical Electromagnetic Field, Dover Publications, New York, 1972. ISBN 0-486-63947-9. (Chapter 5 contains a very readable account of using Green's functions to solve boundary value problems in electrostatics.)
- A. D. Polyanin and V. F. Zaitsev, Handbook of Exact Solutions for Ordinary Differential Equations (2nd edition), Chapman & Hall/CRC Press, Boca Raton, 2003. ISBN 1-58488-297-2
- A. D. Polyanin, Handbook of Linear Partial Differential Equations for Engineers and Scientists, Chapman & Hall/CRC Press, Boca Raton, 2002. ISBN 1-58488-299-9